# Notícias (Moçambique)
O Notícias é um dos principais jornais de Moçambique. Publica-se em Maputo e foi fundado por Manuel Simões Vaz a 15 de abril de 1926 (o mais antigo e de maior circulação).